# Luftrening
Luftrening innefattar metoder som används för att rena luft. Det kan till exempel innebära att avlägsna överflöd av koldioxid (CO2) från luften för att få en bättre inandningsluft.